# Vaporwave
Vaporwave este un gen muzical care a apărut la începutul anilor 2010 din genuri indie dance precum  seapunk, bounce house, witch house și chillwave. Deși întrunește multă diversitate și ambiguitate în atitudinea și mesajul său, vaporwave servește uneori atât ca o critică, cât și ca o parodie a societății consumeriste, a culturii yuppie din anii '80 și a muzicii New Age, în timp ce din punct de vedere sonic și estetic simbolizează o fascinație nostalgică aparte pentru vestigiile acestora.

## Caracteristici
Vaporwave este un microgenre bazat pe Internet, care a fost construit pe baza tendințelor experimentale și ironice ale genurilor, cum ar fi chillwave și pop hipnagogic. Se inspiră în primul rând din surse muzicale și culturale din anii 1980 și începutul anilor 1990, fiind totodată asociat cu o abordare ambiguă sau satirică a capitalismului și tehnoculturii consumatorilor.  Incarnările timpurii ale vaporwave s-au bazat pe eșantionarea unor surse cum ar fi smooth jazz, muzica retro, R&B, muzica lounge și muzica dance din anii 1980 și 1990.